# Zabbix
Zabbix はアレクセイ・ウラジシェフ(Alexei Vladishev)によって作られた、ネットワーク管理ソフトウェアである。様々なネットワークサービス、サーバ 、その他のネットワークハードウェアのステータスを監視・追跡できる。現在はウラジシェフが設立したZabbix社によって開発が継続されている。

## 概要
Zabbixはデータ格納のためMySQL, PostgreSQL, SQLite, Oracleを利用する。バックエンドはC言語で、WebフロントエンドはPHPで書かれている。Zabbixにはいくつかの監視方法がある。シンプルチェックは監視対象にソフトウェアをインストールする必要なく、SMTPやHTTPなどの標準サービスで、可用性と応答性の確認をすることが可能。ZabbixエージェントをUNIX、Windows等の監視対象にインストールすれば、CPUロード、 ネットワーク使用率、ディスク容量などのようなステータスの監視も可能。Zabbixは監視対象にエージェントのインストールを行わずに、SNMP、TCP、ICMP経由、IPMI、SSH、telnetを利用した監視もサポートしている。また、ZabbixはXMPPを含む様々なリアルタイム通知メカニズムを有している。
Zabbixのライセンスは6.4まではGNU General Public Licenseバージョン2であるが、7.0よりGNU Affero General Public Licenseバージョン3.0へ変更となっている。

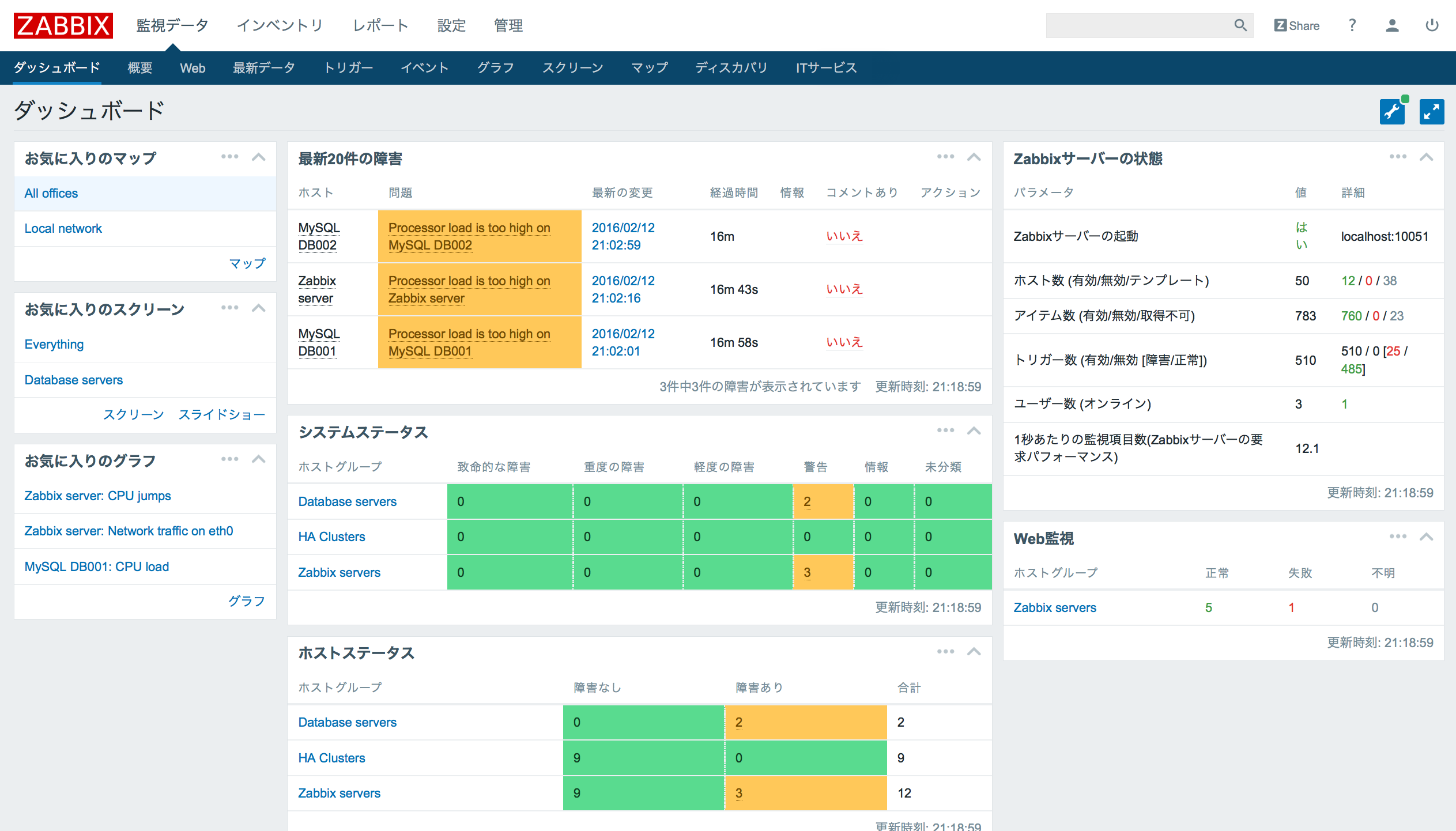
Zabbix 3.0.0ダッシュボード

## 構成
Zabbixは複数の独立したモジュールで構成されている。
- サーバ
- エージェント
  - C言語で書かれた Zabbix agent と、Go言語で書かれた Zabbix agent2 の2種類がある
- フロントエンド
- プロキシ

サーバ、エージェント、及びプロキシは C言語で書かれており、フロントエンドはPHPとJavaScriptで実装されている。

## リリース
最初の安定版が1.0としてリリースされて以来、Zabbixのバージョンは、マイナーバージョンの番号のみが上がっていっている。しかし実際は全マイナーバージョンアップにて多くの新機能が実装されており、リビジョンアップでは、主にバグフィックスが行われている。
Zabbixのバージョン採番方法は変更された。初めの2安定バージョンは1.0と1.1だったが、1.1以降は奇数番号を開発バージョン、偶数番号を安定バージョン用にすることが決まった。その結果、1.1の後、1.3が開発版、1.4が安定版リリースとなった。

## 歴史
1998年、ZabbixはAlexei Vladishev(アレクセイ・ウラジシェフ)によって、ある銀行の社内プロジェクトとして開発された。
2001年、GPLの元一般に公開された。
2004年、最初の安定版バージョン1.0がリリースされた。
2006年、バージョン1.1がリリースされ、2007年に1.4、2008年に1.6、2009年には1.8がリリースされた。
2012年、初の長期サポート 版(Long Term Support)である2.0LTSがリリースされた。
2016年に3.0 LTS、2018年に4.0 LTS、2020年に5.0 LTS 、2022年に6.0 LTS 2024年に7.0 LTSがリリースされている。

## 参考
- Zabbix 2.0 新機能と改善点
- Vidmar, Anže (March 12, 2007). ZABBIX: State-of-the-art network monitoring Linux.com
- Ramm, Mark (March 15, 2005). The Watcher Knows, Linux Magazine
- Schroder, Carla (May 24, 2005). Monitor Your Net with Free, High-Performance ZABBIX, Enterprise Networking Planet
- ZABBIX - monitoring your applications, network and servers debianhelp.co.uk (Installation Instructions for Debian or Ubuntu Machines)